# Victor von Herzfeld

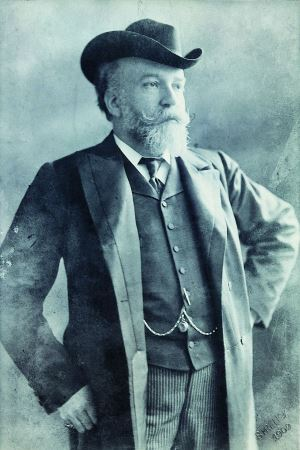
Victor von Herzfeld

Viktor Emmerich Ritter von Herzfeld bekannt als Victor von Herzfeld (auch Viktor von Herzfeld und Viktor Herzfeld) (* 8. Oktober 1856 in Pressburg (Bratislava); † 20. Februar 1919 in Budapest) war ein ungarischer Komponist, Geiger und Musikpublizist.

## Leben
Viktor Emmerich Ritter von Herzfeld stammt aus einer geadelten jüdischen Familie. Sein Vater Josef Ritter von Herzfeld (1836–1889), Generalsekretär und dann Direktor der „Foncière“, Pester Versicherungsanstalt in Wien, wurde am 20. Dezember 1874 zum österreichischen Ritterstand erhoben. Seine Mutter war Amalie von Herzfeld (geb. Winter, † 1909).
Er studierte 1875–79 Jura an der Universität Wien und gleichzeitig Violinspiel bei Dávid Ridley-Kohne und Joseph Hellmesberger senior und Komposition bei Franz Krenn am Wiener Konservatorium, das er 1880 mit dem 1. Preis für Komposition und Violinspiel beendete. Zunächst leitete er 1881–82 Opernaufführungen in Linz und 1882–83 in Leipzig. 1884 erhielt er den Beethoven-Preis der Gesellschaft der Musikfreunde in Wien für seine Musik zu Grillparzers Drama „Der Traum ein Leben“. Danach studierte er weiter Komposition in Berlin bei Friedrich Kiel und Eduard Grell. 1886 ging er nach Budapest, wo er die zweite Geige in dem berühmten von Jenő Hubay und David Popper gegründeten Hubay-Popper-Quartett spielte (bis 1889 und zum zweiten Mal von 1897 bis 1899). 1887 trat er aus dem jüdischen Glauben aus. 1888 wurde er an die Königlich-Ungarische Musikakademie berufen, wo er Professor für Musiktheorie und ab 1908 für Komposition wurde. 1907 komponierte er einen Festmarsch zur Einweihung des neuen Akademiegebäudes. Unter Herzfelds Kompositionsschülern waren: Michael Krasznay-Krausz, Ákos Buttykay, Miklós Radnai, Oskar Böhme, György Kósa Eugen Szenkar, Jenő Huszka, Antal Molnár, Emil Telmányi, László Lajtha, Alexander László und Paul Abraham. Für seine pädagogischen Verdienste wurde ihm vom Kaiser Franz Joseph I. der Orden der Eisernen Krone III. Klasse verliehen. 1907 wurde von Herzfeld zum ersten Präsidenten der von Jenő Huszka gegründeten ungarischen Rechteverwertungsgesellschaft MARS ernannt. Diesen Posten behielt er bis zu seinem letzten Lebensjahr (1918 übernahm Jenő Hubay die Leitung). 1907–1908 schrieb er Musikkritiken für den Neuen Pester Journal und für die Pester Lloyd. Bis zu seinem Tode hörte er nicht auf zu unterrichten, wobei er in der letzten Zeit seine Studenten nur zuhause empfing.
Victor von Herzfeld ist am 20. Februar 1919 in Budapest gestorben und wurde am 22. Februar in einem Ehrengrab auf dem Kerepescher Friedhof beigesetzt.
Seine Kompositionen umfassen: Orchester-Ouvertüren, Kammermusikwerke, Serenade für Blasinstrumente, Suite für Streichorchester, Klavierstücke und Lieder. Er ist auch Autor eines Lehrbuchs der Fuge (Rozsnyai, Budapest, 1914, 75 Seiten).
Sein Schwager war der österreichische Chemiker Guido Goldschmiedt, der am 19. Juli 1886 Victor Herzfelds Schwester Angelika heiratete.
Ernst von Dohnányi widmete Victor von Herzfeld seine Violinsonate cis-Moll op. 21.

## Werke

### Orchesterwerke
- Ouvertüre und „Gesang des Derwisches“ zu Grillparzers Drama „Der Traum ein Leben“ (1883)
- Lustspielouvertüre (1884)
- Capriccio (1896)
- Frühlingsidyll (1897)
- „Es war einmal“, ein Märchenbild (1904)
- Serenade für Streicher (1900; Fassung für Blasinstrumente – 1910)
- Festmarsch in ungarischer Weise (1907)

### Werke für Soloinstrument und Orchester
- Zwei Romanzen für Violine und Orchester (1879)

### Kammermusik
- Romanze G-Dur, Op. 2 für Violine und Klavier (1882)
- Ungarische Weisen, für Violine und Klavier (1901)
- Berceuse, für Violine und Klavier (1904)

### Lieder für Singstimme und Klavier
- Lieder: Will ruhen unter den Bäumen; Lebewohl mein Lieb’; Nachtreise; Scheiden und Meiden; Einkehr; Morgenlied; Die Lerche  (1877–79)
- Mädchenlieder und andere [Gedichte] von Paul Heyse, für Singstimme und Klavier
- Vier Lieder, Op. 1 für Singstimme und Klavier: Liebespredigt (Rückert); Zwei Könige (Geibel); In der Ferne (Uhland); Es fliegt manch’ Vöglein in das Nest (Geibel) (1879)
- Sechs Gedichte von Julius Wolff, Op. 3 für Singstimme und Klavier: Des Sängers Gruß; Zwei Sterne; Tanzlied; Frau Minne; Geheimnis; Klage (1882)
- Ständchen „Schläfst du Liebchen, schläfst du schon“, Text von Julius Wolff, Singstimme und Klavier (1885)

### Klavierwerke
- Variationen
- Bunte Reihe. I. und II. Heft, 12 leichte Stücke für Klavier (1890–1899)

### Schriften
- A fuga (Die Fuge), Rozsnyai Károly Könyv- és Zeneműkiadása (Károly Rozsnyai Buch- und Musikverlag), Budapest 1913
- Musikleben in Budapest, In: Signale für die musikalische Welt., No. 66. S. 1295–1326, Leipzig 1907
- Robert Volkmann. In: The Musical Quarterly. Jg. 1, Nr. 3 (Juli 1915), S. 336–349 (bei Internet Archive: https://archive.org/details/jstor-738146, englisch)